# Parco regionale dell'alto bacino del Manzanarre

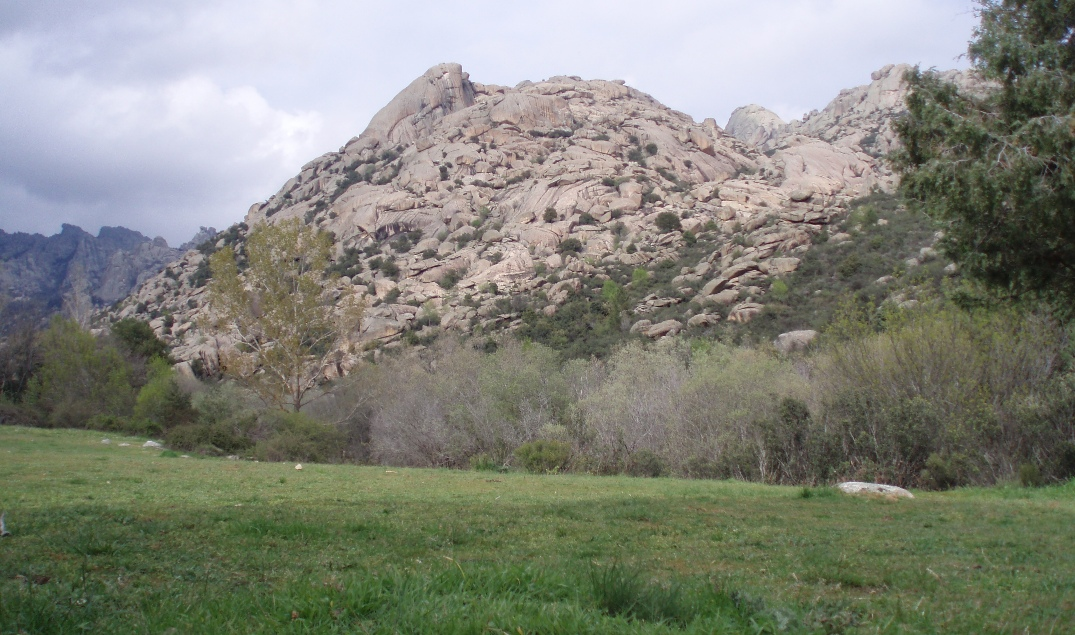
La Pedriza, situata nella parte settentrionale del parco regionale

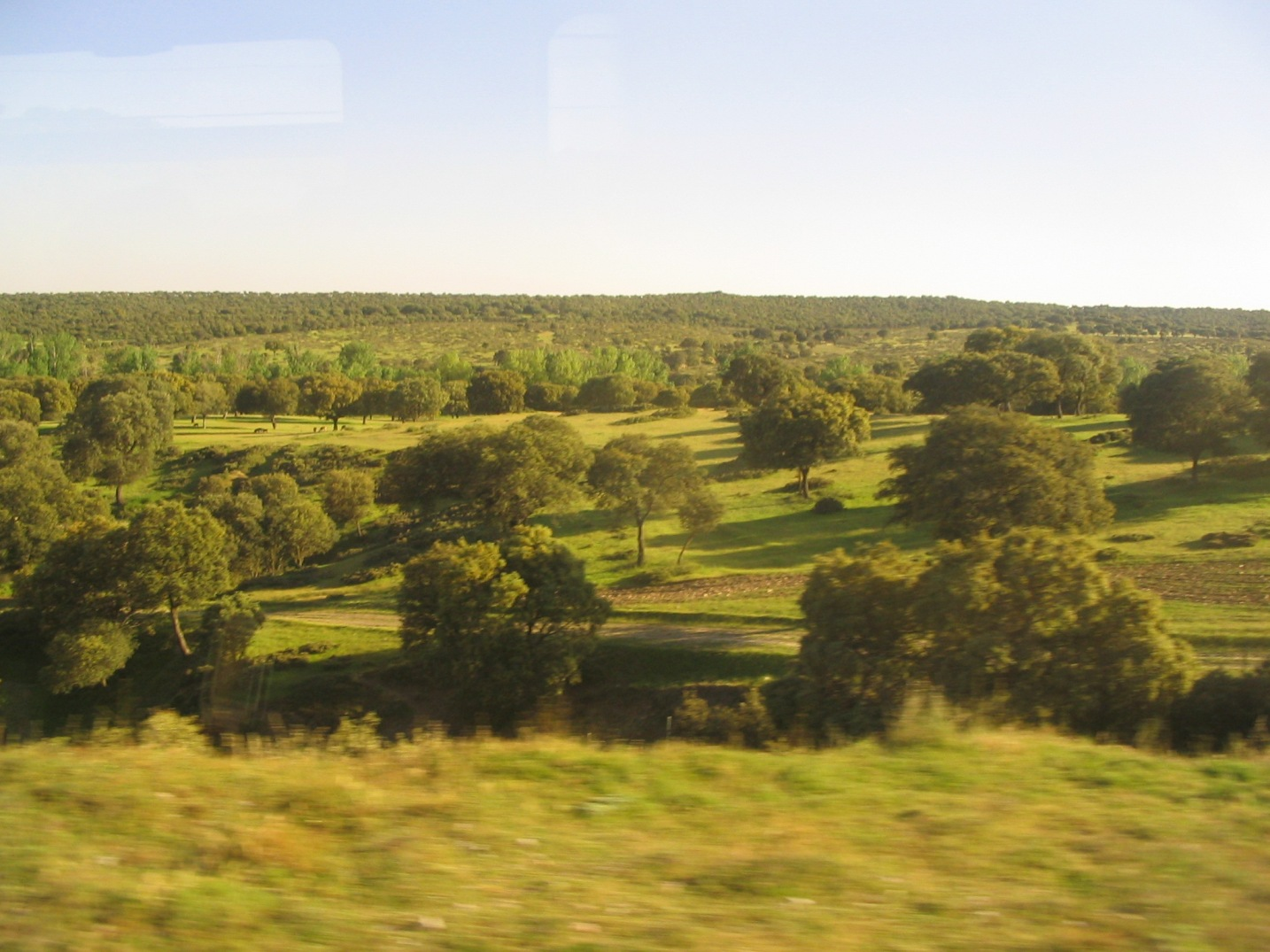
Il Monte de El Pardo si trova a sud del parco

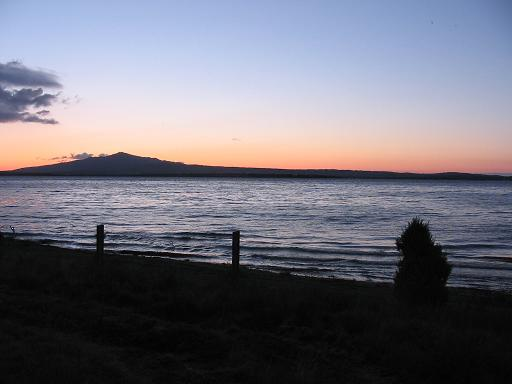
Il lago di Santillana è protetto secondo la Legge di Protezione dei Laghi e delle Zone Umide della Comunità di Madrid

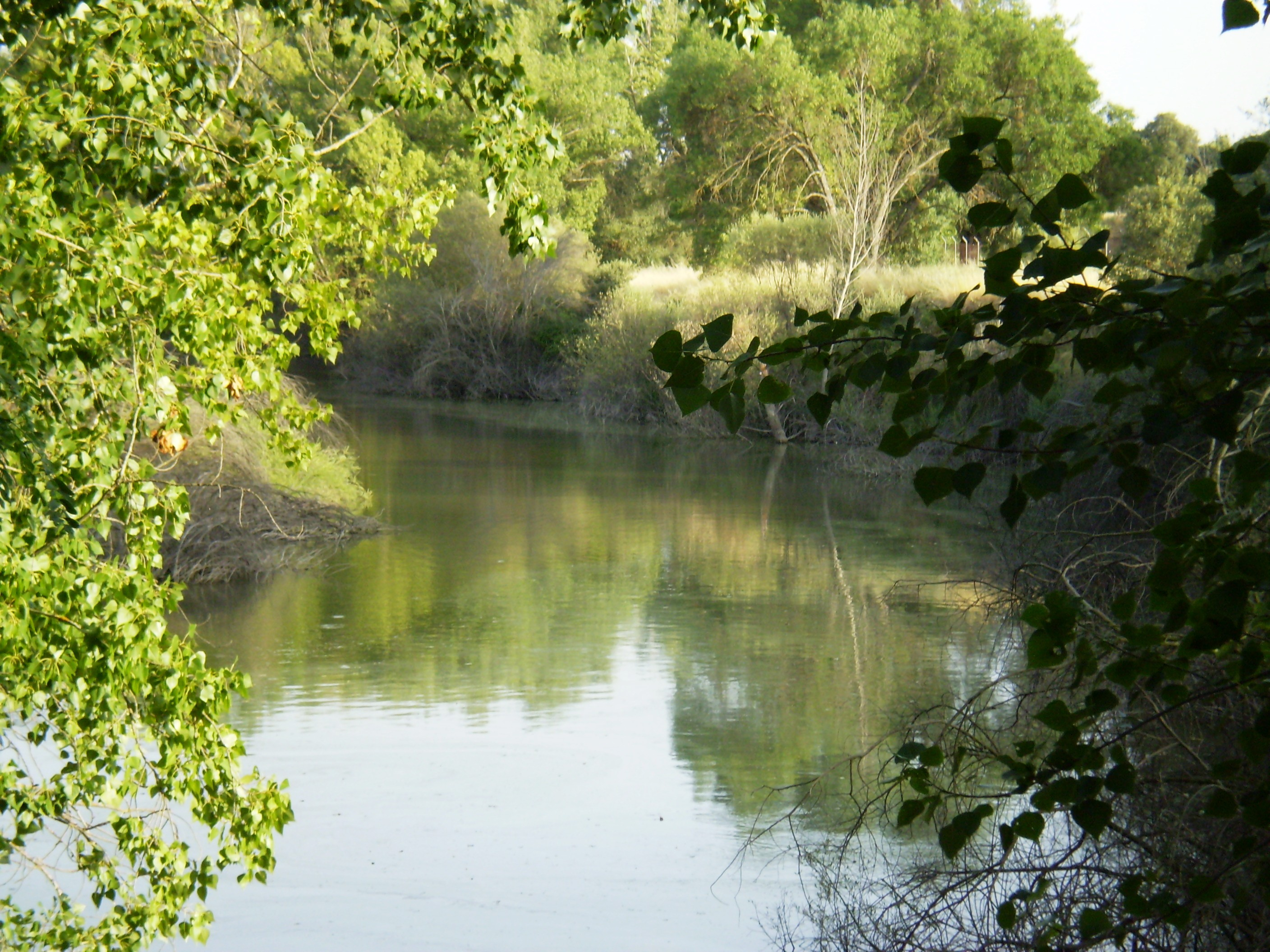
Il parco si estende lungo l'alto corso del Manzanarre. Nella foto, il fiume nel Monte de El Pardo.

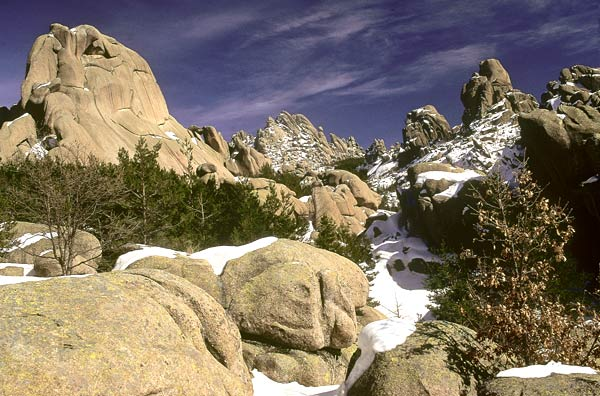
Le Torres de La Pedriza sono uno dei punti più elevato del parco, superando i 2000 metri

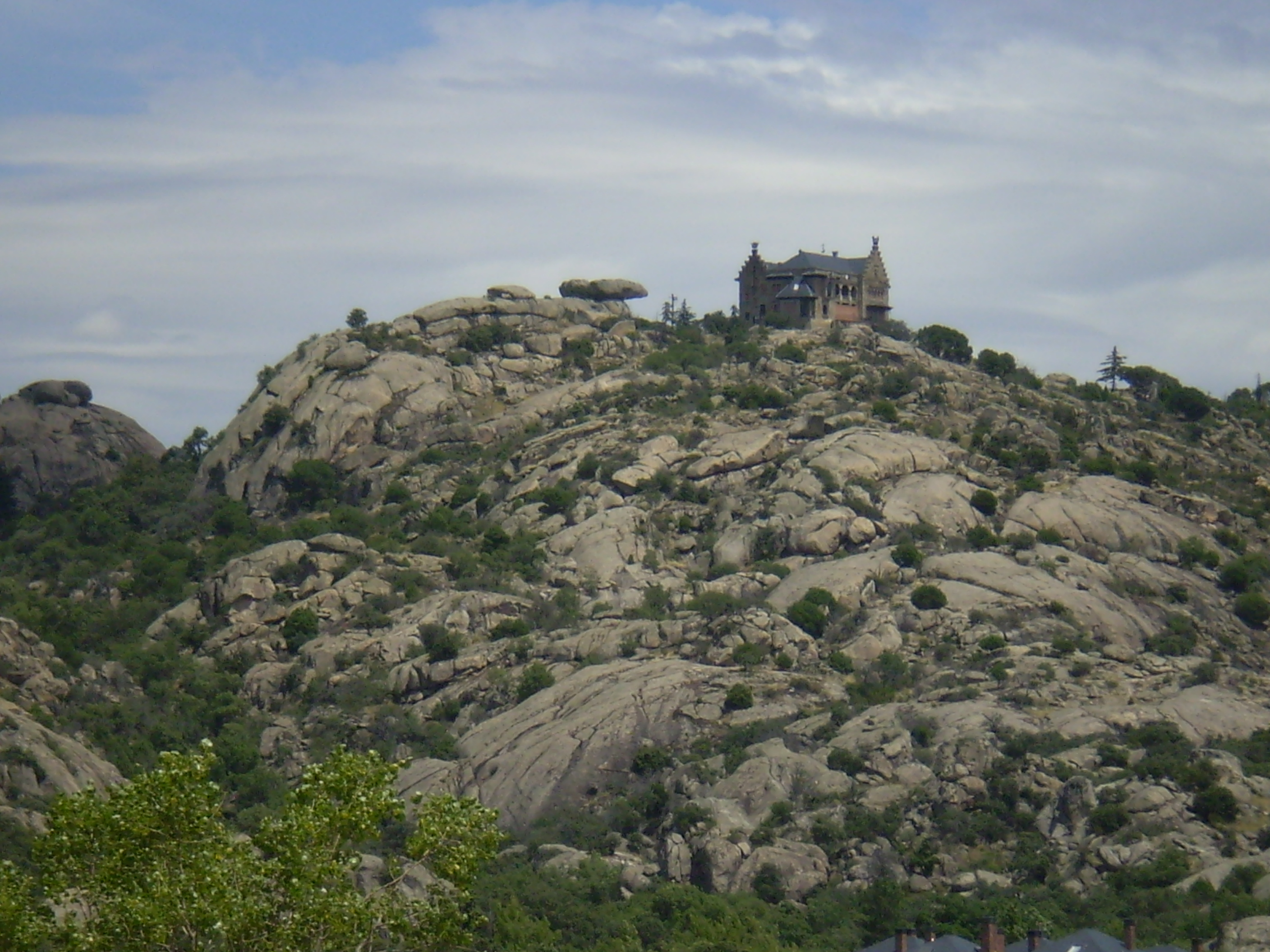
Ghiaioni granitici nella tenuta del Canto del Pico, a Torrelodones, alle pendici della Sierra del Hoyo

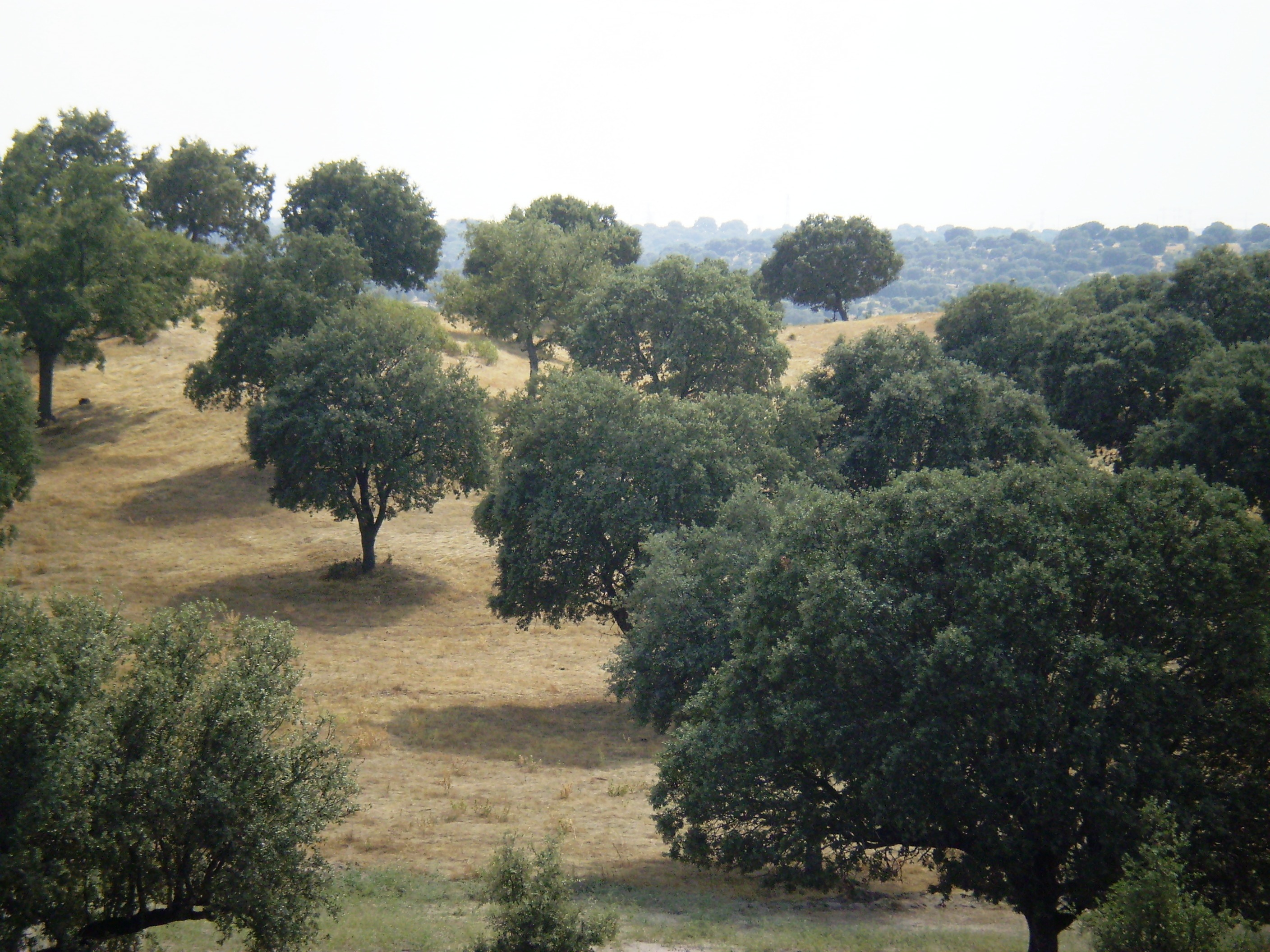
Lecceta a dehesa nel Monte de Viñuelas, comune di Madrid

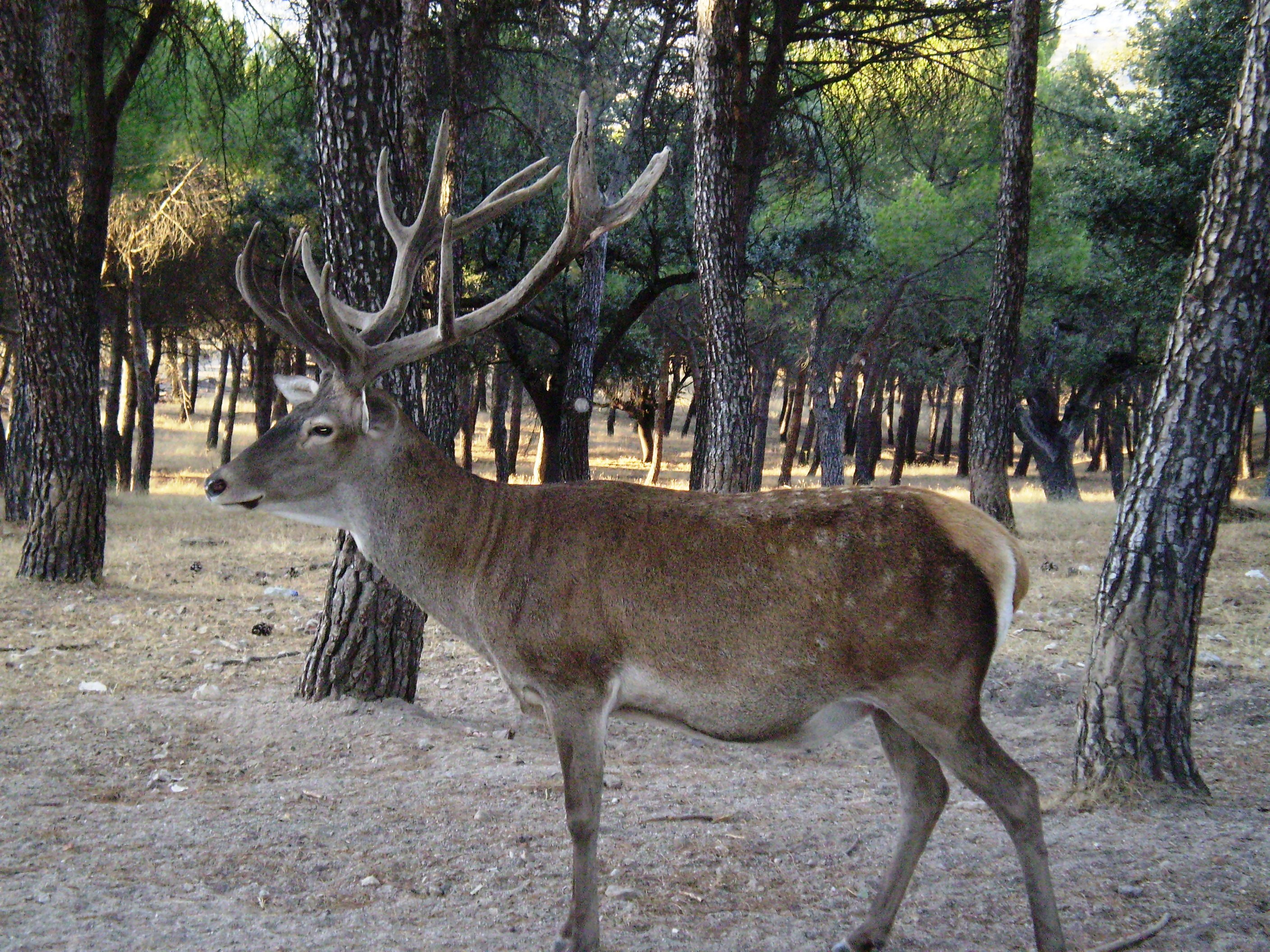
Cervo nel Monte de El Pardo.

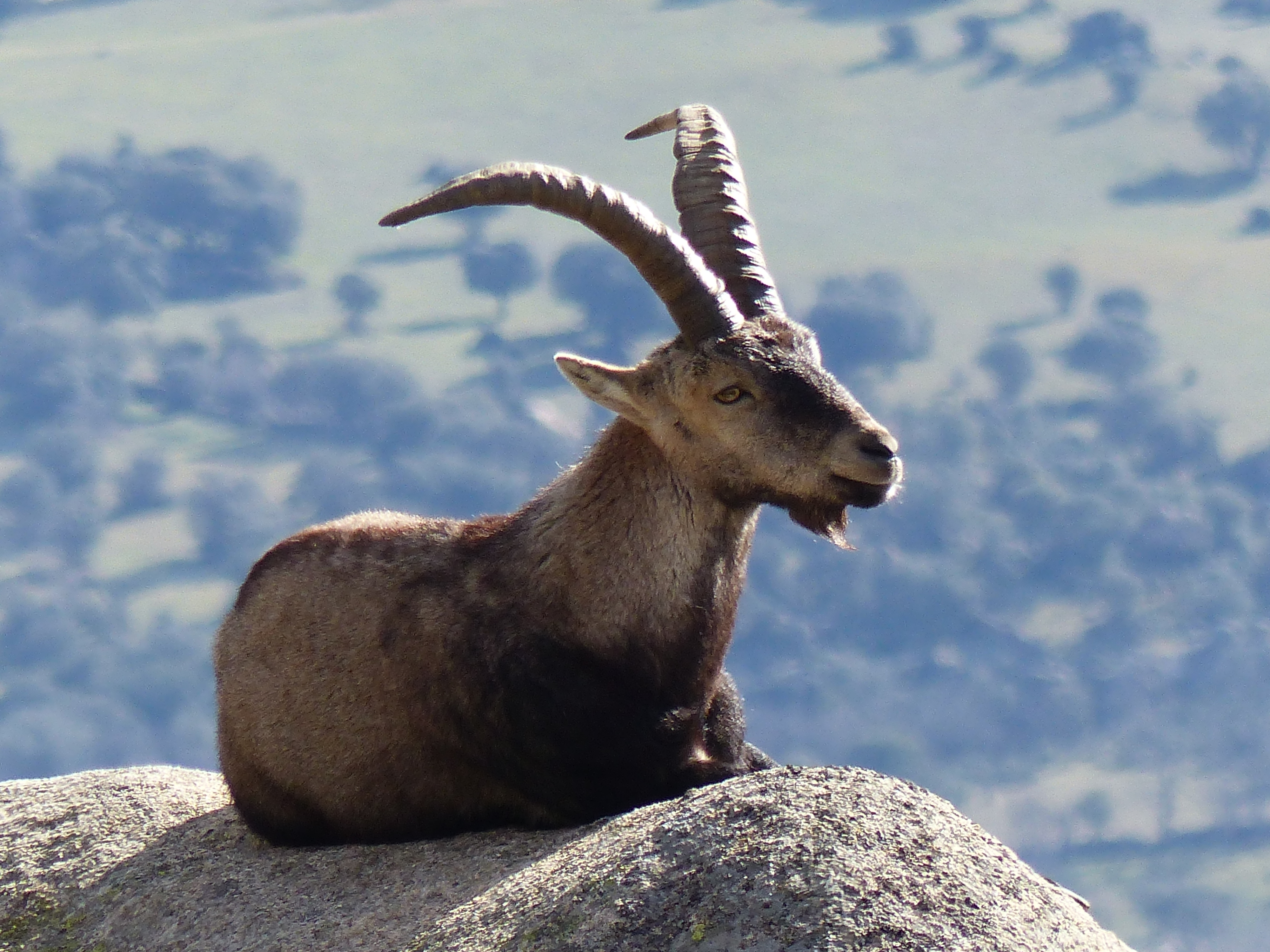
Stambecco spagnolo a La Pedriza

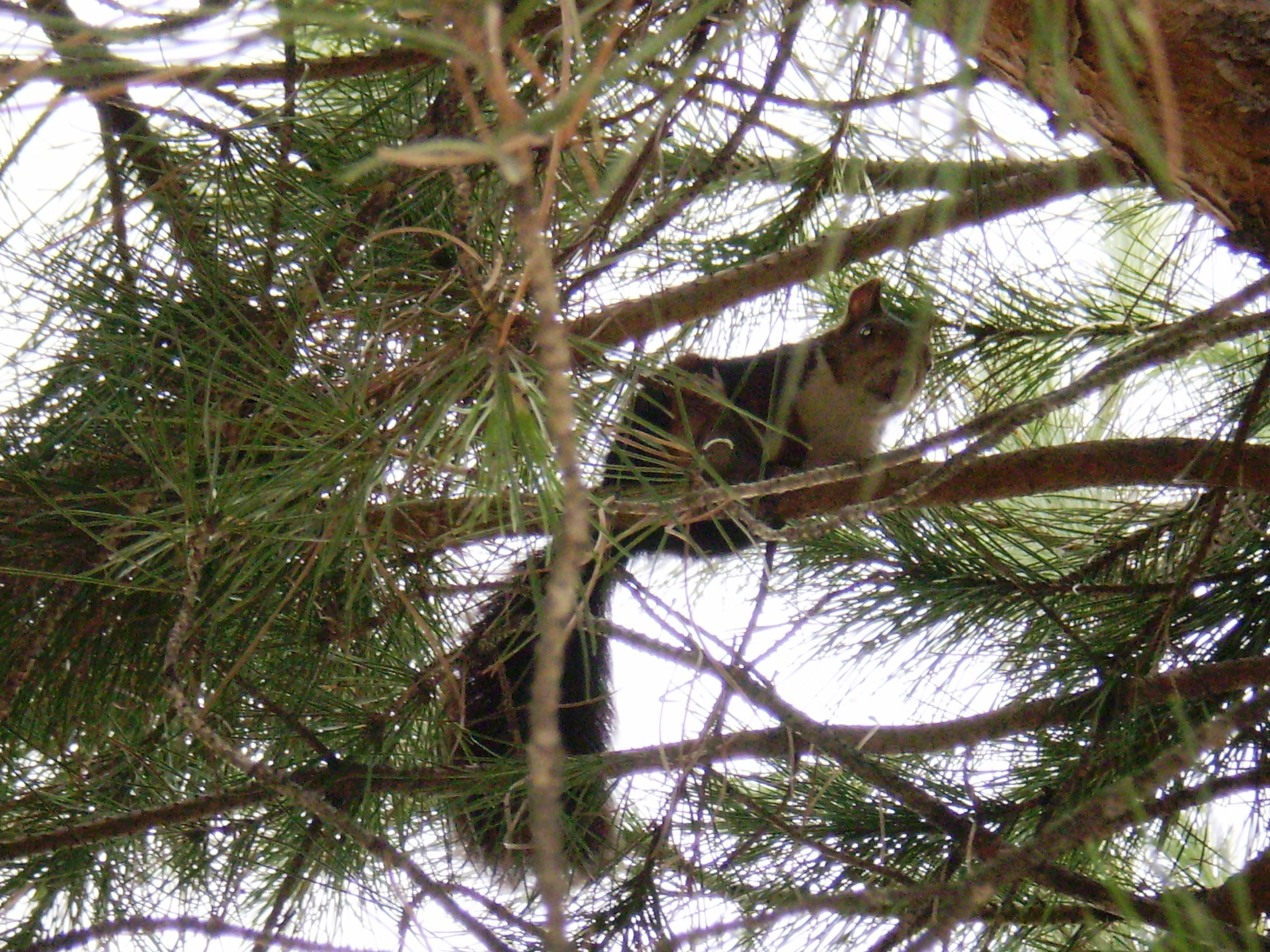
Scoiattolo in una pineta della Sierra del Hoyo

Il Parco regionale dell'alto bacino del Manzanarre (Parque Regional de la Cuenca Alta del Manzanares in spagnolo), creato nel 1985, è un'area naturale protetta della Spagna. È la più grande area protetta della Comunità di Madrid ed una tra quelle di maggior valore ecologico e paesaggistico. È situato nella parte nord-occidentale della regione e si estende lungo l'alto corso del Manzanarre, con un'estensione di 52.796 ettari, il 6,6% della superficie autonomica. I principali comuni di riferimento sono Manzanares el Real e Hoyo de Manzanares. È stato dichiarato Riserva della biosfera da parte dell'UNESCO nel 1993.
Si situa nella Sierra de Guadarrama, ad eccezione del Monte de El Pardo e della sua appendice orientale, il Monte o Soto de Viñuelas, che si trovano nella pianura detritica, caratteristica della Submeseta Sur. Il luogo più conosciuto è La Pedriza, l'insieme granitico più importante d'Europa, che è sottoposta al vincolo di Riserva Naturale Integrale, per ospitare ecosistemi scarsamente modificati.
L'ampia variazione di altitudine, che va dai 2.383 m delle Cabezas de Hierro ai 600 m del quartiere madrileño di El Goloso, dà luogo alla formazione di numerosi ecosistemi, tra cui distaccano l'alta montagna, le leccete, i gineprai, la macchia a cisto, le quercete e le zone umide.

## Situazione legale
Il Parco regionale dell'alto bacino del Manzanarre fu costituito nel 1985 con la Legge 1/1985, del 23 gennaio, che è stata successivamente modificata. Le modifiche più importanti furono quelle del 1987 e del 1991, che ampliarono l'estensione del parco.
Il Parco è dotato di un Piano Regolatore di Utilizzo e Gestione (PRUG), approvato nel 1987 ed emendato nel 1995, che regola i vari paesaggi inclusi, ad eccezione del Monte de El Pardo, che dipende da Patrimonio Nacional. Questo organismo, che amministra i beni che appartenevano alla Corona, mantiene una gestione altamente protezionista e restrittiva intorno al Monte de El Pardo e impedisce completamente la visita, a parte alcune zone situate presso la parte meridionale del muro di cinta.
Il 15 febbraio 1993, il Parco regionale dell'alto bacino del Manzanarre ricevette la dichiarazione di Riserva della biosfera da parte dell'UNESCO e, successivamente, il Monte de Viñuelas, che si trova a est del Parco, fu riconosciuto come Zona di protezione speciale.
Oltretutto, i due grandi bacini compresi all'interno del Parco, il lago di Santillana e il lago di El Pardo, sono protetti ai sensi della Legge 7/1990, del 28 giugno, di Protezione dei Laghi e delle Zone Umide della Comunità di Madrid.
La Pedriza era dotata, dal 1930, di un regime di protezione speciale, sotto la figura di Sito Naturale di Interesse Nazionale, che fu abolita nel 1985 con la creazione dell'attuale Parco. Nel 1979 si costituì un parco naturale nell'alta valle del Manzanarre, con una superficie di 4.304 ettari —in pratica, un timido ampliamento dello spazio protetto della Pedriza—, che si può considerare come il predecessore più recente del Parco regionale dell'alto bacino del Manzanarre.
La proprietà del terreno appartiene, per il 65%, a privati. Il 22% appartiene alla Comunità di Madrid ed il 7% allo Stato. Il restante 6% appartiene ai comuni del parco.
Questo spazio naturale è gemellato con i parchi nazionali Sierra de La Culata e della Sierra Nevada de Mérida, situati entrambi in Venezuela, nell'ambito di un programma internazionale di collaborazione e interscambio.

## Geografia urbana
Il parco regionale dell'alto bacino del Manzanarre ha per confini a nord il massiccio della Cuerda Larga; a sud, il Monte de El Pardo, che occupa la parte meridionale, quasi lambendo la città di Madrid, fino alla superstrada M-40; a ovest, la superstrada A-6 e a est la superstrada A-1.
Il parco si estende su diciotto comuni, che copre nella totalità o in parte. In ordine alfabetico, i comuni sono: Alcobendas, Becerril de la Sierra, Cercedilla, Collado Villalba, Colmenar Viejo, El Boalo, Galapagar, Hoyo de Manzanares, Madrid, Manzanares el Real, Miraflores de la Sierra, Moralzarzal, Navacerrada, Las Rozas de Madrid, San Sebastián de los Reyes, Soto del Real, Torrelodones e Tres Cantos.
Di questi, solo tre —Hoyo de Manzanares, Manzanares el Real e Tres Cantos (ad eccezione delle località di Soto de Viñuelas e Nuevo Tres Cantos)— vedono il centro abitato totalmente compreso nel parco. Altre aree urbane completamente comprese nei confini del parco sono Los Peñascales (frazione di Torrelodones) e Las Matas, frazione di Las Rozas de Madrid.
La pressione urbanistica e demografica sono la principale minaccia per il parco, data la vicinanza all'area metropolitana di Madrid. Inoltre, è attraversato da alcune strade importanti, come la M-607, che ha caratteristiche di superstrada tra il quartiere madrileño di Fuencarral a Colmenar Viejo e di strada a carreggiata unica fino a Cerceda.
Un'altra strada ad alta densità di traffico è la M-608, tra Cerceda e Soto del Real, che attraversa transversalmente il parco passando per Manzanares el Real e costeggiando il lago di Santillana. Di minore importanza è la M-618, che va da Torrelodones a Colmenar Viejo passando per Hoyo de Manzanares, ai piedi della Sierra del Hoyo de Manzanares.
Ciononostante, il parco conserva ancora ambienti non modificati dall'uomo.

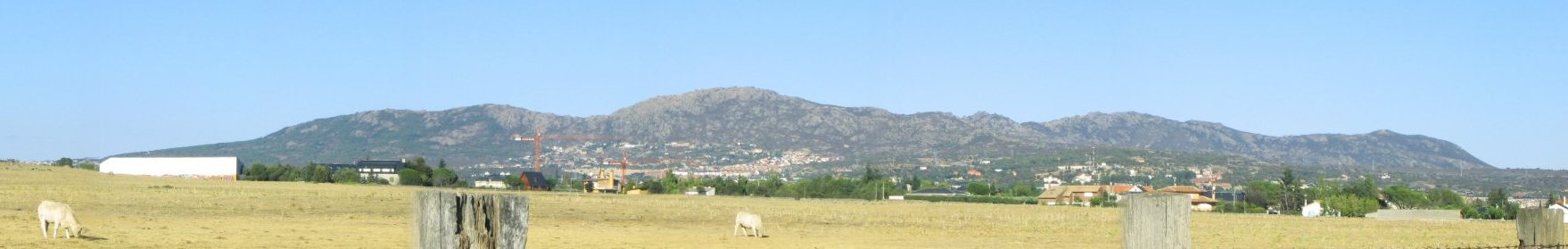
Vista panoramica della Sierra del Hoyo de Manzanares, al centro del parco

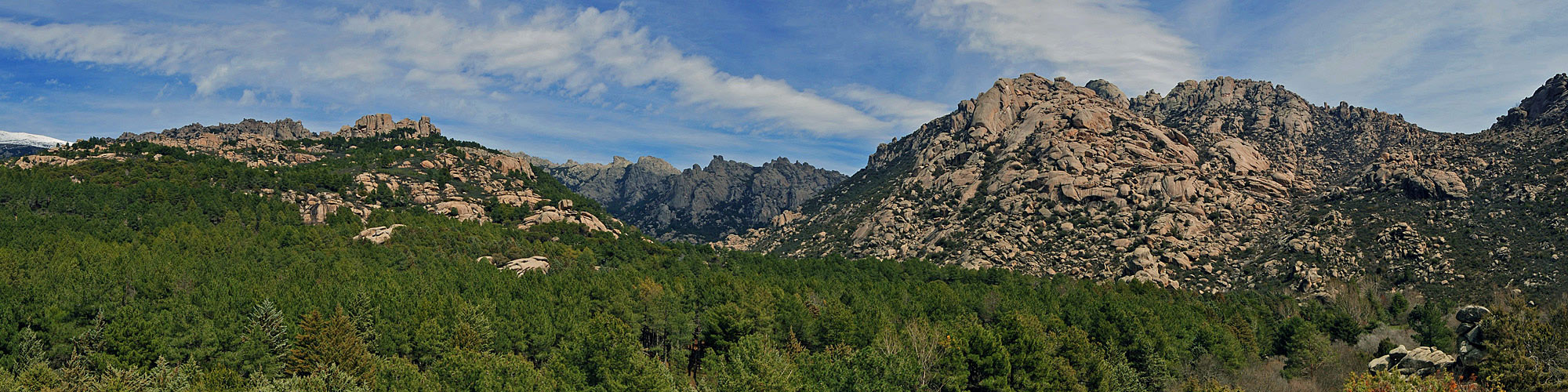
Vista panoramica della Pedriza da Canto Cochino.

## Geografia fisica

### Geologia e idrografia
Il parco regionale dell'alto bacino del Manzanarre copre tre unità principali dal funto di vista geomorfologico. La parte settentrionale, situata nella Sierra de Guadarrama, con cime che superano i 2.000 m, è composta essenzialmente da granito e gneiss.
In questa zona si trova la sorgente del Manzanarre, situata in una specie di conca limitata per il picco La Maliciosa (2.227 m), l'Alto de Guarramillas o Bola del Mundo (2.265 m) e le Cabezas de Hierro (2.383 m), facenti parte della Cuerda Larga.
Il Manzanarre ha un regime tipico di fiume di montagna e si fa strada tra pietraie e rocce dalla forma singolare. Le più importanti si trovano nella Pedriza, il massiccio granitico più grande d'Europa. Questo luogo ha superficie di circa 3.200 ettari, con un'altitudine massima di 2.029 m, nelle Torres de La Pedriza, e minima di 890 m, sulle rive del lago di Santillana. Qui il Manzanarre riceve le acque del Samburiel, uno dei principali affluenti, che è sbarrato a monte dal lago di Navacerrada.
La parte centrale del parco è occupata dalla Sierra del Hoyo de Manzanares  – la seconda unità definita  – , che separa le valli dei fiumi Manzanarre e Guadarrama. Si tratta di un monte-isola, appartenente alla Sierra de Guadarrama, composto da dolci rilievi, con un'abbondanze presenza di blocchi granitici. La massima altitudine è il picco El Estepar, di 1.404 m.
A sud di questa catena, il terreno discende fino al Monte de El Pardo, la terza unità geomorfologica del parco, con un'estensione di circa 16.000 ettari (il 30% di tutto il parco). I materiali granitici lasciano spazio ad elementi detritici ed arenosi, frutto dell'erosione delle montagne, che compongono un paesaggio ondulato di dolci colline, con un'altitudne media di 600 m. Il Monte de El Pardo si estende su un suolo non consolidato, facilmente erosionabile. Caratteristiche simili si osservano nel Monte de Viñuelas, appendice orientale del Monte de El Pardo.
Nella parte meridionale del parco, la valle del Manzanarre si apre, ricevendo i torrenti Manina e Trofa, che provengono dalla Sierra del Hoyo. Il Manzanarre è sbarrato nel lago di El Pardo, di grande interesse ecologico.
Il torrente Viñuelas, che attraversa la tenuta omonima, è un altro corso d'acqua importante del parco, pur essendo tributario del Jarama.

### Flora
La grande estensione del parco regionale dell'alto bacino del Manzanarre e, soprattutto, la forte differenza di altitudine, favoriscono la presenza di ecosistemi rappresentativi di quattro dei cinque piani bioclimatici della regione mediterranea della Penisola Iberica, dal crioromediterraneo al mesomediterraneo.
Per estensione, distaccano le leccete carpetane, che rappresentano il 62% del parco. Inoltre, sono notevoli i boschi di quercia spagnola, di frassino, le pinete di montagna (tanto di pino silvestre quanto di pino marittimo), le pietraie, i citisi, le praterie e i melojo, così como le foreste a galleria articolate  – queste ultime –  lungo il Manzanarre e gli affluenti, con menzione speciale per i due principali bacini in cui è ritenuto il fiume, il lago di Santillana e il lago di El Pardo.
Inoltre, abbondano arbusti caratteristici della vegetazione mediterranea, come il cisto, il rosmarino, il timo e la lavanda selvatica.
A metà del XX secolo, il territorio oggi occupato dal parco fu oggetto di rimboschimento, principalmente di conifere, come il pino nero, il cipresso, il ginepro rosso ed il cipresso dell'Arizona, oltre al pino domestico (nei fondovalle), al pino silvestre ed al pino laricio (sui versanti).
Questo spazio naturale conta altresì con zone di grande singolarità botanica. I boschi più rappresentativi sono quelli di betulle delLa Pedriza, la sughereta della Sierra del Hoyo de Manzanares, i ginepri di Hoyo de Manzanares e i ginepri turiferi di Becerril de la Sierra, oltre alle dehesas del Monte de El Pardo e del Monte de Viñuelas, tra le leccete a dehesa meglio conservate d'Europa.

### Fauna
Per quanto riguarda la fauna, sono state classificate circa 300 specie di vertebrati, di cui alcuni in pericolo d'estinzione, oltre ad un numero ancora indefinito di invertebrati.
- Mammiferi. Tra i mammiferi, esiste una popolazione significativa di caprioli, cervi, cinghiali, conigli, daini, donnole, faine, gatti selvatici, genette, lepri, quercini, scoiattoli, tassi e volpi, oltre che di stambecchi iberici, con una notevole popolazione nella Pedriza, dopo che la specie è stata reintrodotta con notevole successo. La sovrappopolazione di mammiferi è una caratteristica anche del Monte de El Pardo, in questo caso di specie oggetto di caccia. Periodicamente vengono soppressi animali in massa in questo luogo, per garantire l'equilibrio ecologico.
- Uccelli. Per quanto riguarda la fauna avicola, merita una menzione speciale l'aquila imperiale spagnola, uno degli uccelli più a rischio del mondo. Si stima che nel Monte de El Pardo e nella sua appendice, il Monte de Viñuelas, vivano otto coppie riproduttrici, che costituisce il secondo habitat più importante della Comunità di Madrid, dopo la Zona di protezione speciale delle Leccete dei fiumi Cofio e Alberche, a sudovest della regione.[7] La lista di rapaci del parco regionale si completa con l'allocco, l'aquila minore, l'aquila reale, il barbagianni, il biancone, la civetta, il falco pescatore, il gheppio, il gufo comune, il gufo reale, il nibbio bianco, il nibbio bruno, il nibbio reale e la poiana. Il parco riunisce anche un'interessante avifauna acquatica. Nei laghi di Santillana e di El Pardo abitano specie come la cicogna nera, il cormorano comune, la gru cenerina, il gabbiano comune e vari anatidi. Lungo il corso del Manzanarre si osservano folaghe, aironi cenerini, moriglioni, svassi maggiori e svassi piccoli. Altre specie di uccelli del parco sono il colombaccio, il cuculo, il gruccione, il martin pescatore, la pernice rossa, il pettirosso, il picchio rosso maggiore, la quaglia e l'upupa, oltre ad uccelli carogneri come l'avvoltoio monaco e il grifone.
- Rettili e anfibi. Il parco riunisce il 56,5% degli anfibi che popolano la Penisola Iberica e il 59,5% dei rettili. Inoltre, c'è un gran numero di endemismi, con dodici specie. Tra i luoghi di maggior importanza per la salvaguardia di rettili e anfibi distacca la Cuerda Larga, che costituisce una zona di conservazione di prim'ordine per la lucertola iberica, che ha una distribuzione piuttosto ristretta nel territorio della penisola. Inoltre, la testuggine palustre europea, seriamente minacciata nel territorio della Comunità di Madrid, ha uno dei principali rifugi nella regione nel lago di Santillana.
- Pesci. Nel Manzanarre e in maniera principale nei bacini costruiti lungo il suo corso vivono il barbo, la carpa, il luccio e la trota.

## Riserve naturali del parco

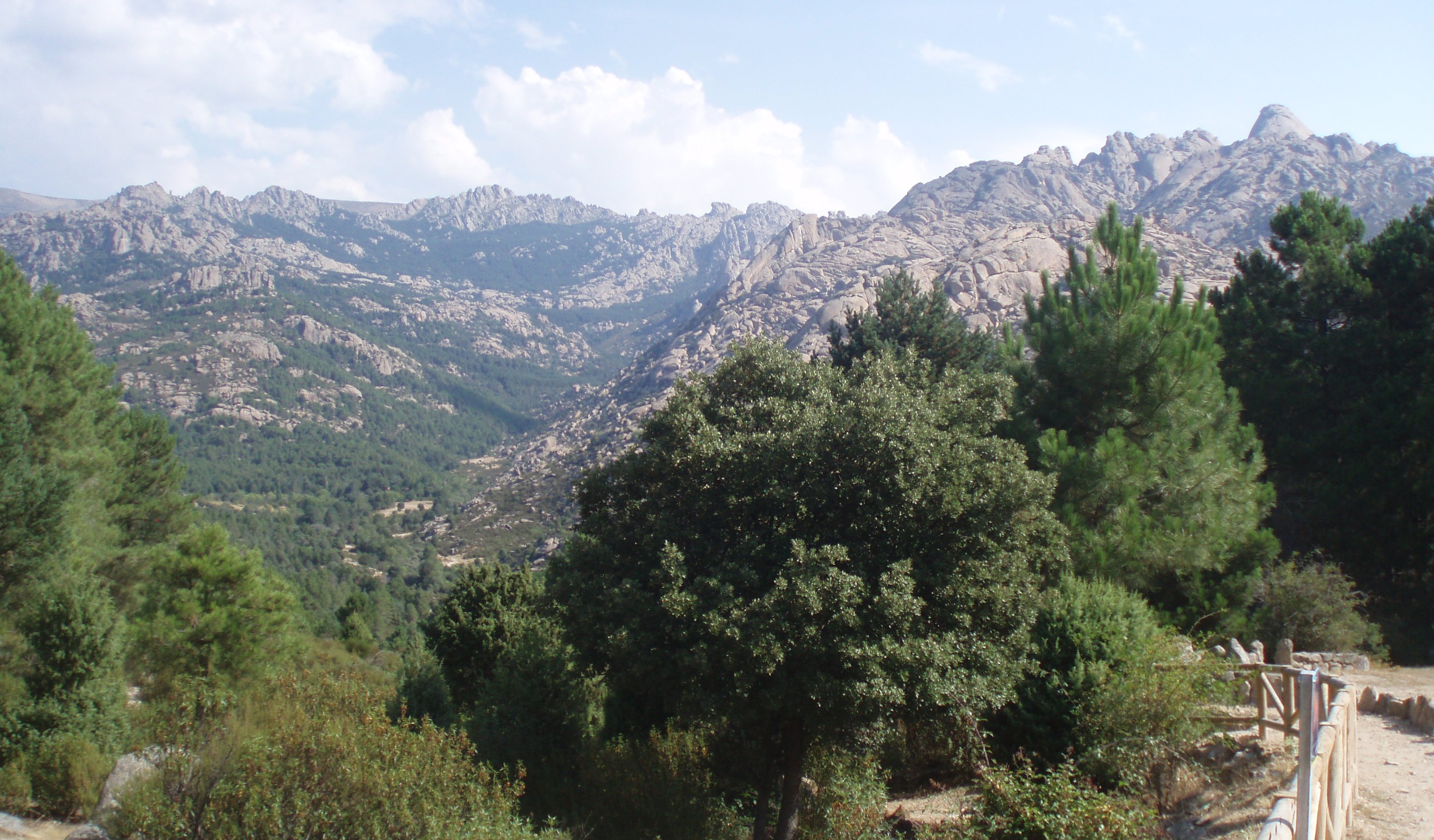
Vista generale delLa Pedriza, il luogo naturale più visitato del parco

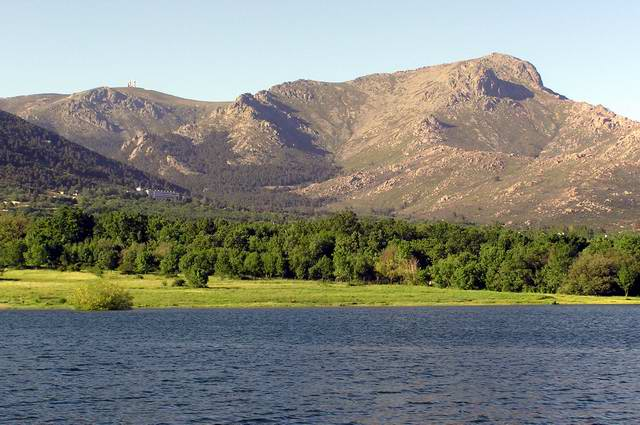
La Valle de la Barranca, uno dei luoghi più conosciuti del parco regionale, catalogato come zona A1

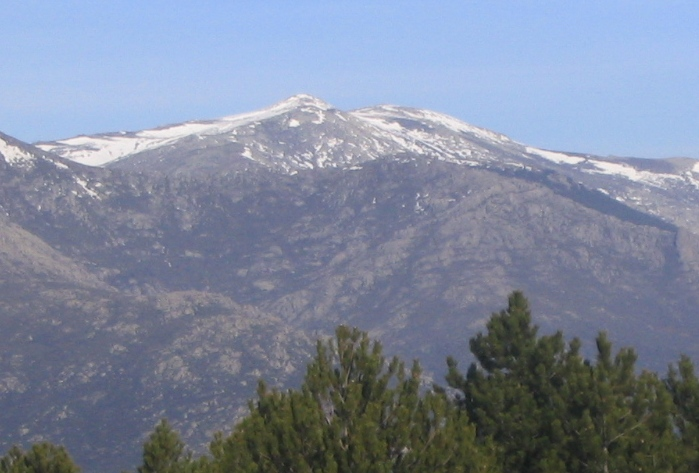
Vista del versante sud delle Cabezas de Hierro, la montagna più alta della Cuerda Larga, area dichiarata riserva naturale educativa o zona A2

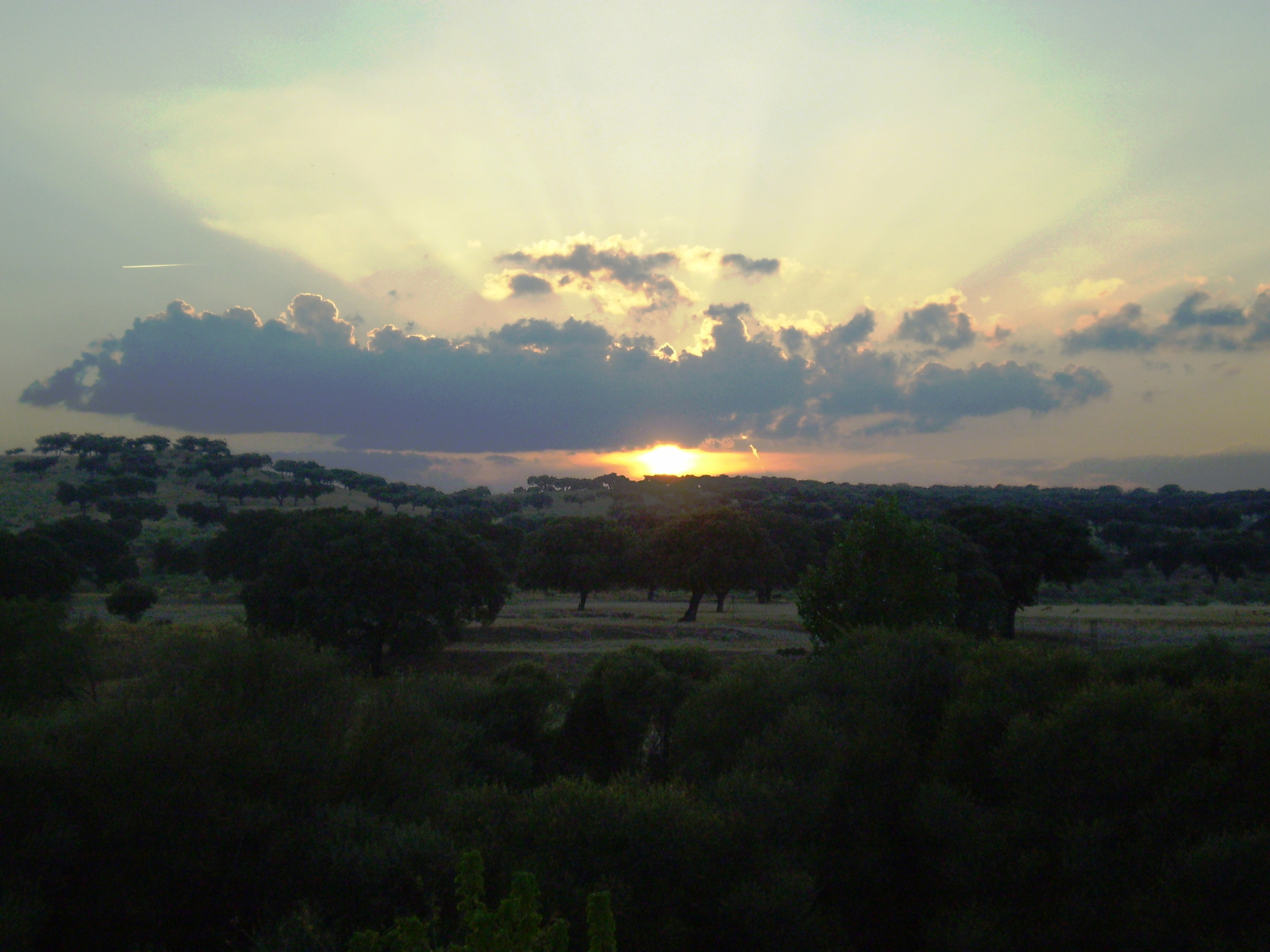
Il Monte de El Pardo rimane al margine delle zone di protezione stabilite dal parco, appartenendo a Patrimonio Nacional

Il 44% della superficie del Parco regionale dell'alto bacino del Manzanarre è catalogato come zona B, figura legale che permette l'uso del terreno per l'agricoltura e l'allevamento. Il 45% è considerato zona A o riserva naturale, categoria che limita l'utilizzo di queste zone a attività forestali e ricreative. La zona A si suddivide a sua volta in zona A1, di riserva naturale integrale, e zona A2, riserva naturale educativa. Nei luoghi prossime alle aree urbane esiste un'altra figura, la zona P, dove è possibile edificare in forma limitata. Da questa zonificazione resta escluso il Monte de El Pardo, che è gestito da Patrimonio Nacional.
Le zone A1 (riserve naturali integrali), qui sotto dettagliate, coprono il 18% della superficie del parco:
- La Pedriza e la sua estensione orientale. In questo sito, compreso nel territorio del comune di Manzanares el Real, si trova una delle pietraie di granito più spettacolari della Penisola Iberica. Qui si trovano gli ecosistemi rocciosi più importanti del parco regionale, a cui vanno aggiunte le pinete e le zone umide, formate dal passaggio del Manzanarre e dai ristagni. Il luogo, molto frequentato da scalatori  – vi sono circa 1.000 vie di arrampicata – , comprende blocchi granitici di grandi dimensioni e forme curiose.[8] Alcune delle formazioni più curiose sono il Risco del Yelmo (massiccio dell'elmo), Las Cuatro Damas (le quattro dame), Los Fantasmas (i fantasmi) e le Piedras Caballeras (pietre cavaliere). Nella Pedriza si trovano siti molto particolari, mete per gli escursionisti, come la Charca Verde (pozza verde), i Chorros del río Manzanares (cascate del Manzanarre), la Cueva del Ave María (grotta dell'Ave Maria) o l'arco naturale chiamato Puente de los Pollos (ponte dei polli).
- Valle de la Barranca. Questa valle, compresa nel comune di Navacerrada, si situa lungo il fiume Samburiel, ai piedi della Bola del Mundo e della Maliciosa.[9] La vegetazione è formata soprattutto da pinete di pino silvestre.
- Aree a nord del muro di cinta di El Pardo. Comprendono le zone intorno ad alcuni affluenti del Manzanarre, principalmente i torrenti Manina e Trofa, che alimentano numerose specie animali. Sono soprattutto lecceti e macchia a cisto.
- Tenuta del Coto de la Pesadilla e Dehesa Boyal de San Sebastián de los Reyes. Si tratta di un lecceto a dehesa, situato nel territorio del comune di San Sebastián de los Reyes, appartenente al bacino idrografico del Jarama. Viene compreso all'interno del Parco regionale dell'alto bacino del Manzanarre e catalogato come zona A1 in virtù della vicinanza all'asse forestale Monte de El Pardo-Monte de Viñuelas, a modo di estensione orientale. In questa tenuta nidifica una coppia di aquile imperiali iberiche, specie a rischio di estinzione.

Le zone A2 (riserve naturali educative) si raggruppano in tre macroaree:
- Versanti della Cuerda Larga fino alla Pedriza e la loro estensione orientale. La Cuerda Larga ospita gli ecosistemi di alta montagna del parco regionale. È una delle principali catene della Sierra de Guadarrama,[10] con una lunghezza approssimata di 16 km. Qui si concentrano picchi superiori ai 2.200 m, tra cui la cima delle Cabezas de Hierro, che raggiunge i 2.383 m. Sul lato sud si trova La Pedriza. Le basse temperature e le frequenti tormente condizionano le caratteristiche della vegetazione, formata da matorral (citiso e ginepro nano), sui versanti, e da pascoli di specie erbacee come la festuca di Litardière e il nardo, sulle cime e sui passi. La passera scopaiola, il culbianco, il fanello e il pettiazzurro sono gli uccelli più comuni, mentre la lucertola iberica e l'arvicola delle nevi sono i principali rappresentanti di rettili e mammiferi, rispettivamente.
- Versanti meridionali e orientali della Sierra del Hoyo de Manzanares. Le zone A2 qui comprese hanno un'importante funzione come corridoio biologico, che collega la Sierra de Guadarrama con il Monte de El Pardo, attraverso la Sierra del Hoyo de Manzanares, fino ai confini dell'abitato di Madrid. Comprendono ecosistemi di lecceta densa e a dehesa, boscaglia e praterie, rappresentative del bosco mediterraneo.
- Area orientale del territorio di Las Rozas a contatto con il Monte de El Pardo. Questo sito, composto principalmente da boscaglia, con abbondanza di retama, è stato catalogato come zona A2 nel tentativo di preservare le aree confinanti con il Monte de El Pardo dalla pressione urbanistica. La tenuta El Águila, nella frazione di Las Matas, è uno dei luoghi più importanti.

Oltre alle zone A, nel Parco regionale dell'alto bacino del Manzanarre ci sono 73 zone umide, la più importante il lago di Santillana. È un'enclave importante per lo svernamento degli anatidi, delle folaghe e di altri uccelli acquatici.

## Patrimonio artistico

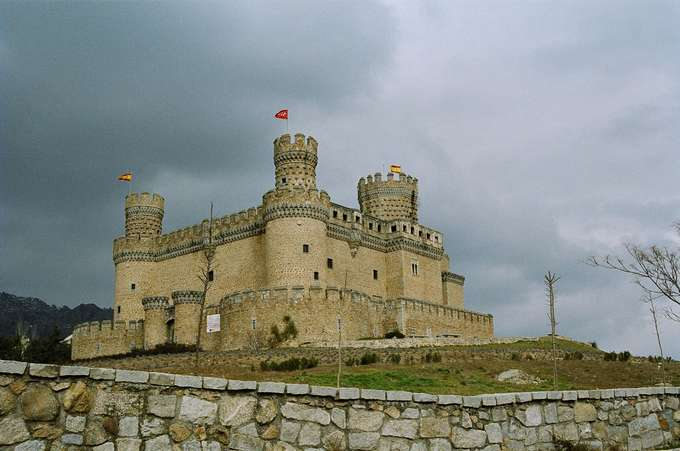
Castello dei Mendoza, a Manzanares el Real

Buona parte del territorio occupato dal Parco regionale dell'alto bacino del Manzanarre fu, durante il Basso Medioevo ed il Rinascimento, nelle mani della potente signoria dei Mendoza. Frutto di questo vincolo storico è il Castello dei Mendoza, situato ai bordi del lago di Santillana, a Manzanares el Real. È uno dei castelli meglio conservati della Comunità di Madrid. La costruzione iniziò nel 1475.
Il Monte de El Pardo, a sua volta, ospita monumenti importanti, che furono fatti costruire da vari monarchi, per rendere il soggiorno in questo sito, una delle tenute di caccia preferite, più confortevole. Il più importante è il Palazzo Reale di El Pardo, che si erge sopra un antico padiglione di caccia fatto costruire da Enrico III. L'edificio attuale fu iniziato durante il regno di Carlo I ed è stato trasformato nei secoli.
Nel Monte de Viñuelas si trova il castello omonimo, di cui si hanno notizie a partire dal 1285, anche se l'edificio attuale risale al XVIII secolo. Ha una pianta quadrata rinforzata, ai quattro angoli, da altrettante torri cilindriche merlate.
A Torrelodones, comune situato al bordo occidentale del Parco, ai piedi della Sierra del Hoyo, si trova il palazzo del Canto del Pico, con alcune caratteristiche moderniste. Concepito come casa-museo, l'edificio comprende nella sua struttura elementi architettonici provenienti da diversi monumenti spagnoli. Fu costruito nel 1920 e tra le sue pareti sono passate personalità come y por él han desfilado personalidades como Antonio Maura, Indalecio Prieto, il Generale José Miaja e Francisco Franco. Fu dichiarato Monumento Storico-Artistico nel 1930.